# Ofer Gabber

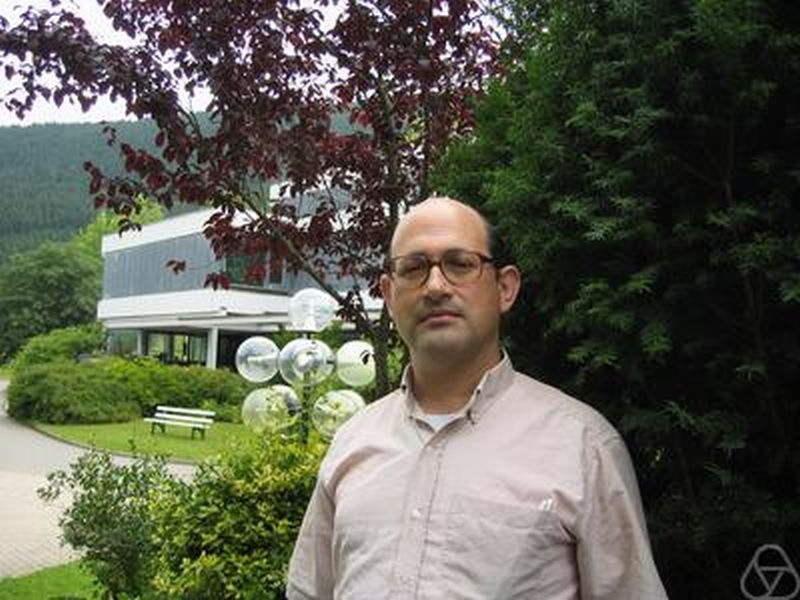
Ofer Gabber, Oberwolfach 2004

Ofer Gabber (hebräisch עופר גאבר; * 16. Mai 1958) ist  ein israelischer Mathematiker, der sich mit algebraischer Geometrie und Algebra beschäftigt.

## Biografie
Gabber wurde 1978 an der Harvard University bei Barry Mazur promoviert (Some theorems on Azumaya Algebras). Er war dann ab 1984 Mathematiker des CNRS am IHES in Bures-sur-Yvette bei Paris, wo er einer der Hauptvertreter der Tradition der algebraischen Geometrie im Sinne von Alexander Grothendieck ist, der in den 1960er Jahren am IHES gewirkt hatte. 1982 führte er mit Joseph Bernstein, Pierre Deligne und Alexander Beilinson „perverse Sheaves“ ein und bewies (über sein Purity Theorem) mit diesen zusammen für diese das Decomposition Theorem (Zerlegungssatz), den schweren Lefschetz-Satz und einen Halbeinfachheitssatz (für positive Charakteristik und Existenz einer Galoisgruppen-Wirkung), ein tiefliegendes Resultat über die Topologie algebraischer Varietäten. Er beschäftigte sich unter anderem mit der etalen Kohomologie von Schemata. Mit Lorenzo Ramero gab er in einer Monographie eine vollständige Behandlung der almost mathematics von Gerd Faltings, was unter anderem das Perfektoid-Konzept von Peter Scholze beeinflusste.
1981 erhielt er den Erdős-Preis. 2011 erhielt er den Prix Thérèse Gautier der Academie des Sciences. 2022 war er eingeladener Sprecher auf dem Internationalen Mathematikerkongress (Bounding the torsion in the l-adic cohomology of smooth projective varieties without unbound searches).

## Schriften
- mit Lorenzo Ramero: Almost Ring Theory, Springer, Lecture Notes in Mathematics, Bd. 1800, 2003.
- mit Brian Conrad, Gopal Prasad: Pseudo-Reductive Groups, Cambridge University Press, 2010